# W·H·奥登
威斯坦·休·奥登（英語：Wystan Hugh Auden，1907年2月21日—1973年9月29日，著作多以W. H. Auden出版）， 英国-美国诗人，被认为是20世纪重要的诗人之一。
1907年，奥登出生于约克，在伯明翰长大，1930年代以其《诗选》（Poems）成名，1939年移居美国。中国抗日战争期间，其曾在中国旅行，并与其克里斯托弗·依修伍德合著了《战地行纪》一书。1946年获得美国国籍，1947年凭长诗《焦慮的年代》（The Age of Anxiety）获得普利策诗歌奖，1956年至1961年间在母校牛津大学教授诗歌。
他曾和克里斯多福·伊舍伍、切斯特·卡尔曼等多名男性诗人发展出感情。但在他活着的时候，他仍被视为仅次于叶芝和T·S·艾略特的20世纪英语诗人，在后世他的名声更有超越两人的趋势。

## 生平

### 早年

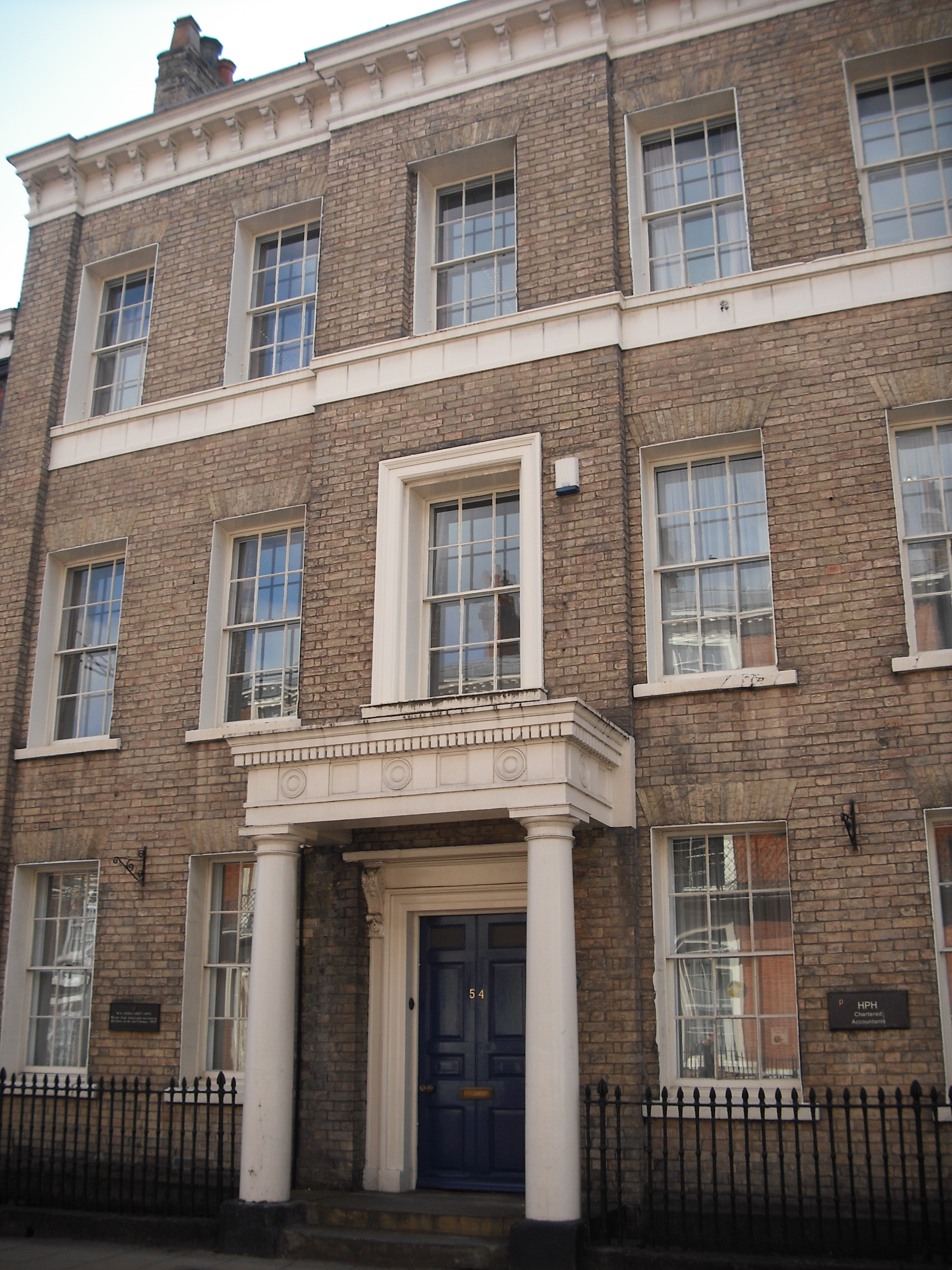
故居

他出生于约克布萨姆（Bootham），父亲乔治（George Augustus Auden）是名外科医生，母亲康丝坦斯（Constance Rosalie Auden，née Bicknell）是名护士。他是家里三个男孩中最小的，他的大哥乔治·伯纳德后来成了农民，二哥约翰·比克内尔成为了地质学家。奥登家是一个乡绅家族，祖辈在英格兰教会工作，属高教会派。奥登说他对语言及音乐的爱好来源于童年的教堂布道。据他自己所说，他家有冰岛人血统，因此他很喜欢冰岛和古诺尔斯传说。
1908年，奥登家搬到索利哈尔，其父成为当地学校里的医生和老师。奥登通过阅读父亲的藏书，对精神分析学产生兴趣。他在8岁进入寄宿学校读书，假期回家，喜欢在奔宁山脉散步，这里的风景后来多次出现在他的作品中。他早年的梦想是成为采矿工程师，但后来对语言的兴趣日益增强。

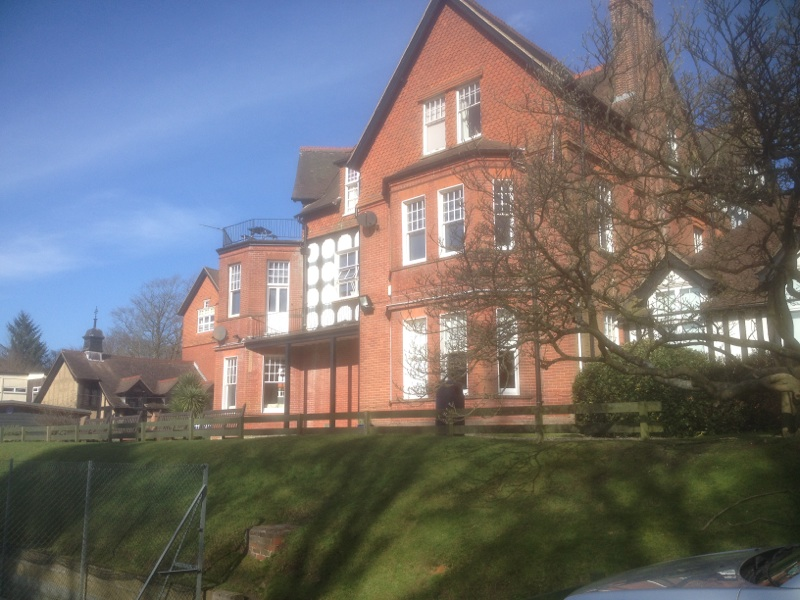
圣埃德蒙学校

他曾就读于萨里郡的圣埃德蒙学校（St Edmund's School），在那里结识克里斯多福·伊舍伍，13岁时，他转学至诺福克的格瑞萨姆学校（Gresham's School），曾参演学校举办的莎士比亚戏剧，并在那里立志成为诗人。1923年，他在学校的出版物上发表了他的第一首诗。
1925年，他拿着奖学金进入牛津大学基督堂学院攻读生物学，二年级转学英语文学，在托尔金的影响下进一步对古英语产生兴趣。他在牛津的同学包括塞西尔·戴-刘易斯、路易斯·麦克尼斯和斯蒂芬·斯彭德等，他们在1930年代形成了“奥登集团”。1928年，他自牛津毕业，获三等学位。
1925年，在A·S·T·费希尔（A. S. T. Fisher）的介绍下，他又联系上了克里斯多福·伊舍伍，随后几年二人频繁交流诗作，还曾合著小说，并发展出性关系。

### 1928–1938
1928年末，他前往柏林，在那里呆了九个月，柏林动荡的政治和经济形式令他深有感触。1929年返回英国后，他曾当过一段时间教师，1930年出版《诗选》（Poems）并先后在海伦斯堡拉奇菲尔德学院（Larchfield Academy）和莫尔文丘陵唐斯学校（Downs School）任教，受到学生们的爱戴。1933年6月，他在唐斯突然感受到一种“圣爱的幻觉”（Vision of Agape），为他在1940年皈依圣公会埋下伏笔。
1935年，他与艾莉卡·曼假结婚，以帮助对方获得英国公民身份，从而摆脱纳粹德国，在这之前艾莉卡·曼曾向克里斯多福·伊舍伍求助，被后者拒绝，但推荐了奥登给她。奥登和曼一生从未一起生活，但也保持了多年友谊，其婚姻关系一直维持到曼去世。
1935年至1939年间，他以写作评论、散文为生，也曾在英国邮政总局的GPO影片部（GPO Film Unit）工作，写过一些戏剧和剧本，他的作品在1930年代由伦敦组合剧院（Group Theatre）演出。
1936年，他在冰岛待了三个月，为1937年出版的《冰岛来信》（Letters from Iceland）收集素材。1937年，他前往西班牙，本来是打算在西班牙内战中开救护车救人，但只找到一些写宣传文稿的活计，他感到无用武之地，一周后便离开了。1938年，他和伊舍伍在中国旅行六个月，以抗日战争为背景写下《战地行纪》（1939）一书。之后，他在美国纽约短暂停留，便返回了英国，1938年还曾去过布鲁塞尔。

### 1939–1973

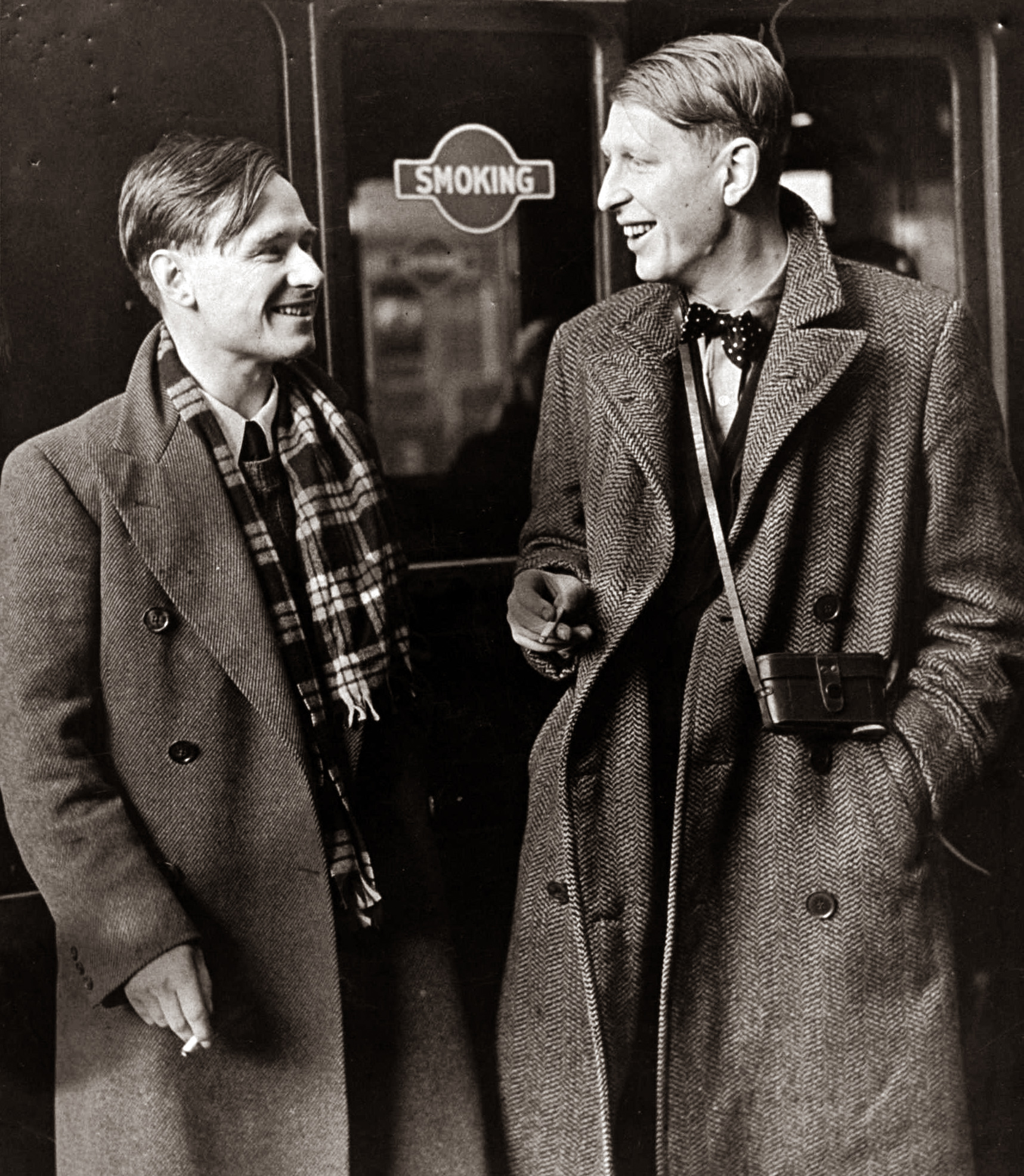
奥登和伊舍伍，摄于1938年

1939年1月，他和伊舍伍搭乘轮船前往纽约，这曾被许多英国人视为一种背叛行为，使得他名声受损。同年4月，伊舍伍移居加州，二人此后余生便很少见面。与此同时，他和切斯特·卡尔曼发展出感情，二人的关系维持了两年时间，期间曾周游美国。后来，奥登用“婚姻”和“蜜月”来比喻这段经历。
1941年，由于奥登坚持双方都要对对方保持感情忠诚，卡尔曼终止了和他的性关系，但而后还保持着友谊，1953年至奥登去世，二人几乎一直合租在一起。

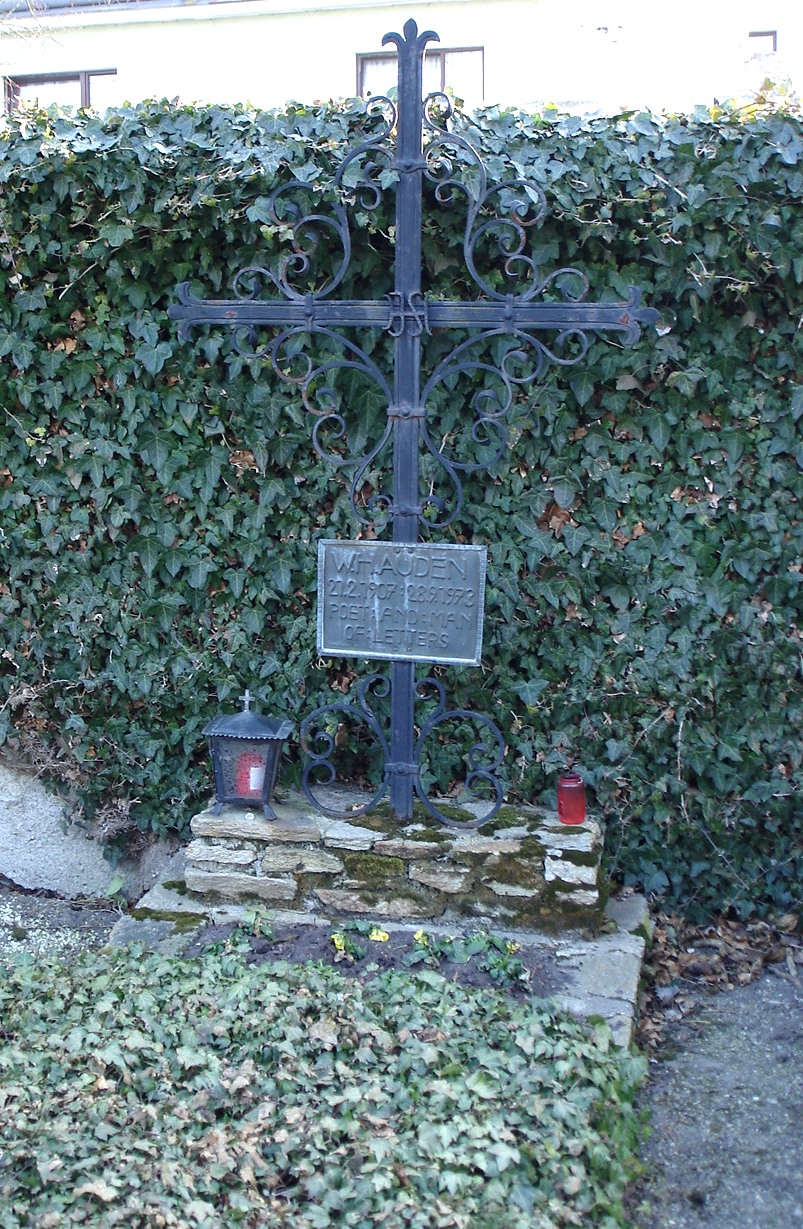
奥登墓

1939年9月，英国对德宣战，他联系英国驻美国华盛顿大使，说如果祖国需要他他可以回国，但被告知他这个年纪的人中国家仅需要军人，因而作罢。1941年至42年间，他在密歇根大学教授英语文学。1942年8月美军征他入伍，但因健康问题没有通过。他曾获古根海姆奖，但没有接受，1942年前往斯沃斯莫尔学院教书，为期三年。
1945年年中，他随着美国战略轰炸调查团前往德国，调查战后的德国社会。返回美国后，他定居曼哈顿，曾在新学院担任社会研究讲师，也曾在本宁顿学院、史密斯学院等学校担任客座教授。1946年，他自然归化为美国公民。
1948年，他开始在欧洲避暑，最初住在伊斯基亚，1958年开始住在基希施泰滕并靠1957年获得的费尔特里内利奖（Premio Feltrinelli）的奖金在基希施泰滕买了一座农场。1956–61年间，他是牛津大学新的诗歌教授（Professor of Poetry），每年做三次讲座，冬天就继续待在纽约。
1963年，卡尔曼搬出了他和奥登合租的纽约公寓，但夏天还一起在奥地利度过。1972年，奥登搬回英国过冬，他的母校牛津大学基督堂学院给他提供了一座小别墅。1973年，本打算第二天就回牛津的奥登，在于奥地利文学学会朗读了自己的作品后的几小时内，在维也纳的酒店（Hotel Altenburger Hof）里逝世，死后葬于基希施泰滕。